# Machimus cerasinus
Machimus cerasinus là một loài ruồi trong họ Asilidae. Machimus cerasinus được Martin miêu tả năm 1975. Loài này phân bố ở vùng Tân nhiệt đới.